# Październik 2007 w sporcie
Zobacz też: Październik 2007 · Zmarli w październiku 2007 · Październik 2007 w Wikinews

## 26 października

### Piłka Nożna
- Polski Związek Piłki Nożnej wyznaczył datę wyborów nowych władz PZPN-u. Zarząd PZPN wyznaczył datę Walnego Zgromadzenia Sprawozdawczo-Statusowego PZPN na 10 lutego 2008 roku. Podczas najbliższego zjazdu zostaną wprowadzone zmiany w Statucie Związku, które zostały zasugerowane polskiej federacji przez FIFA i przygotowane we współpracy z Niezależną Komisją Wyborczą pod przewodnictwem prof. Michała Kleibera.
- Liga Mistrzów UEFA: Eric Addo, został zdyskwalifikowany na cztery mecze przez Komisję Dyscyplinarną UEFA. Addo opluł rywala z Fenerbahçe SK podczas meczu Ligi Mistrzów, zakończonego bezbramkowym remisem. Kara została nałożona na podstawie analizy zapisu wideo. Addo opluł twarz Semiha Şentürka, a do ekscesu doszło w momencie, gdy gra została przerwana z powodu kontuzji zawodników. Arbiter Howard Webb nie zauważył incydentu, zajęty stanem zdrowia leżących na murawie piłkarzy.

## 25 października

### Łyżwiarstwo figurowe
- W amerykańskim mieście Reading, rozpoczęły się zawody Skate America – pierwsze w tegorocznym cyklu seniorskiego Grand Prix. Impreza potrwa do 28 października. W zawodach nie biorą udziału Polacy.

## 22 października

### Piłka Nożna
- Fachowy periodyk France Football ogłosił listę 50 zawodników nominowanych do „Złotej Piłki”. Organizowane od 1956 roku wybory w tym roku mają zmienione zasady. Dotychczasowe jury, składające się z 53 dziennikarzy 53 krajów członkowskich UEFA, zostało tym razem poszerzone także o dziennikarzy spoza Europy.

Prestiżowe trofeum dla najlepszego zawodnika z klubów europejskich przyznaje francuskie czasopismo „France Football”.

## 21 października

### Formuła 1
- Fin Kimi Räikkönen zdobył tytuł najlepszego kierowcy Formuły 1 w roku 2007. Kierowca zespołu Ferrari na torze Interlagos w São Paulo podczas Grand Prix Brazylii w niesłychanych okolicznościach został mistrzem świata z dorobkiem 110 punktów. Spośród trójki ubiegających się o koronę zawodników, miał najmniejsze szanse na zwycięstwo.

Drugim kierowcą świata został debiutant Lewis Hamilton (109 pkt.) z teamu McLaren, a trzecie miejsce wywalczył Fernando Alonso (109 pkt.), także z McLarena. Polski kierowca F1 Robert Kubica zakończył sezon na szóstej pozycji za kolegą ze swojego zespołu Nickiem Heidfeldem. Klasyfikację konstruktorów wygrał zespół Ferrari, dla którego kierowcy zdobyli 204 punkty. Drugie miejsce zdobył zespół Polaka BMW Sauber z liczbą 101 punktów, a trzecie zespół Renault – 51 punktów.

### Piłka Nożna
- Ireneusz Jeleń strzelił trzy bramki dla AJ Auxerre w zwycięskim meczu z FC Lorient (5:3) we francuskiej ekstraklasie. To pierwsze gole polskiego napastnika w tym sezonie.

W bilansie występów polskich piłkarzy w ligach zagranicznych klasyczny hat-trick Jelenia był bez wątpienia wydarzeniem weekendu. W Szkocji głośnym echem odbiły się derby Glasgow, niefortunne dla Artura Boruca. Bramkarz Celtiku Glasgow trzy razy wyjmował piłkę z siatki w meczu z Rangers (0:3), ale brytyjskie media nie obarczają go winą za to.

## 20 października

### Gimnastyka artystyczna
- W Łodzi odbyły się Mistrzostwa Polski w układach zbiorowych. Zawody rozegrano w kategoriach Młodziczek, Juniorek Młodszych i Juniorek. Zwyciężczyniami we wszystkich kategoriach zostały reprezentantki Gdyni.

## 6 października
- Irlandczyk Ken Doherty pokonał (71:36) w finale jednodniowego, nierankingowego turnieju snookerowego Pot Black 2007 Anglika Shauna Murphy’ego.

## 3 października
- Kamil Stoch zwyciężył w konkursie letniego Grand Prix w skokach narciarskich w Oberhofie.